# 棲霞山駅
棲霞山駅（せいかざんえき）は中華人民共和国江蘇省南京市棲霞区に建設中の南京地下鉄の駅である。6号線や14号線の乗り入れが計画されている。

## 駅名
事業着手当初は南京地下鉄集団は「棲霞山駅」の仮称を用いており、2020年7月2日に「棲霞山駅」を駅名として第一次公示され、2020年8月17日に駅名が「棲霞山駅」に決定したことが発表された。

## 年表
- 2025年南京地下鉄6号線の駅として開業予定。

## 駅構造

### のりば
| 番線 | 路線             | 行先                    | 行先          |
| ---- | ---------------- | ----------------------- | ------------- |
|      | 南京地下鉄6号線  | 紅梅 方面               | 摂山 行き     |
|      | 南京地下鉄6号線  | 営苑南路駅・明故宮 方面 | 南京南駅 行き |
|      | 南京地下鉄14号線 | 方面                    | 行き          |
|      | 南京地下鉄14号線 | 方面                    | 行き          |

## 駅周辺
- 棲霞寺
- 棲霞山石窟
- 仁寿舎利塔

## 隣の駅
南京地下鉄
■6号線
金陵石化駅 -　棲霞山駅 - 紅梅駅
■14号線
- 棲霞山駅 -